# Sainte-Catherine, Pas-de-Calais

Sainte-Catherine este o comună în departamentul Pas-de-Calais, Franța. În 1 ianuarie 2022 avea o populație de 3.533 de locuitori.